# Zwarte Haan
Zwarte Haan (Bildts: De Swarte Haan, Fries: Swarte Harne)  is een buurtschap in de gemeente Waadhoeke, in de Nederlandse provincie Friesland. De buurtschap ligt bij de Waddenzee, ten noordwesten van Nij Altoenae aan de Zeedijk en de Nieuwe Bildtdijk, in het dorpsgebied van Sint Jacobiparochie.
Plaatselijk wordt Zwarte Haan wel het begin van de wereld genoemd, omdat de Nieuwe Bildtdijk er begint. Bij de zeedijk staat het H.G. Miedemagemaal, dat zorgt voor de afwatering van het Bildt in de Waddenzee. Het gemaal is genoemd naar de vroeger voorzitter van het waterschap Noardlik Westergoa, Henk Miedema. Zwarte Haan ligt aan de wandelroutes Jabikspaad en Friese Kustpad.

## Naam
De dijk waarop de buurtschap ontstond werd aangelegd in 1715. De plaats zou aanvankelijk Zwarte-Haônne hebben geheten. Haônne zou te herleiden zijn naar horne, of hoek. Hier bedoeld, een hoek in de dijk. Later zou de naam verbasterd zijn tot Zwarte-Hoânne, ofwel Zwarte-Haan. De kleur zwart zou verwijzen naar het slik. Een nabijgelegen boerderij heet nog steeds de Swarte Harne.
Een andere verklaring is dat de naam afkomstig is van een herberg met de naam Schwarte Hinde, of Zwarte Haan.
In 1851 werd de plaats aangeduid als Aan den Zwarte Haan. Andere varianten zijn Zwarte Haan en Zwartehaan. 

## Jabikspaad
Zwarte Haan is de startplaats van het Jabikspaad, de Friese Camino de Santiago. Zes kilometer zuidelijker ligt Sint Jacobiparochie met het pelgrimskunstwerk en het informatiecentrum in de Groote Kerk. Via Zwarte Haan loopt een oostelijke route, via Oudebildtzijl, Stiens en Leeuwarden naar Irnsum. Het Jabikspaad is 130 kilometer lang en loopt naar Hasselt.

## Kunstwerken
Op de dijk bij Zwarte Haan vindt men De Slikwerker, een bronzen beeld van een landwerker gemaakt door Frans Ram ter ere en nagedachtenis aan de mannen die Het Bildt hebben ingepolderd. In 2010 kwam er op de dijk met de titel Om de kwaliteit fan de romte een herinneringsmonument, ontworpen door Gunnar Daan ter herinnering aan de Friese gedeputeerde Anita Andriesen. 

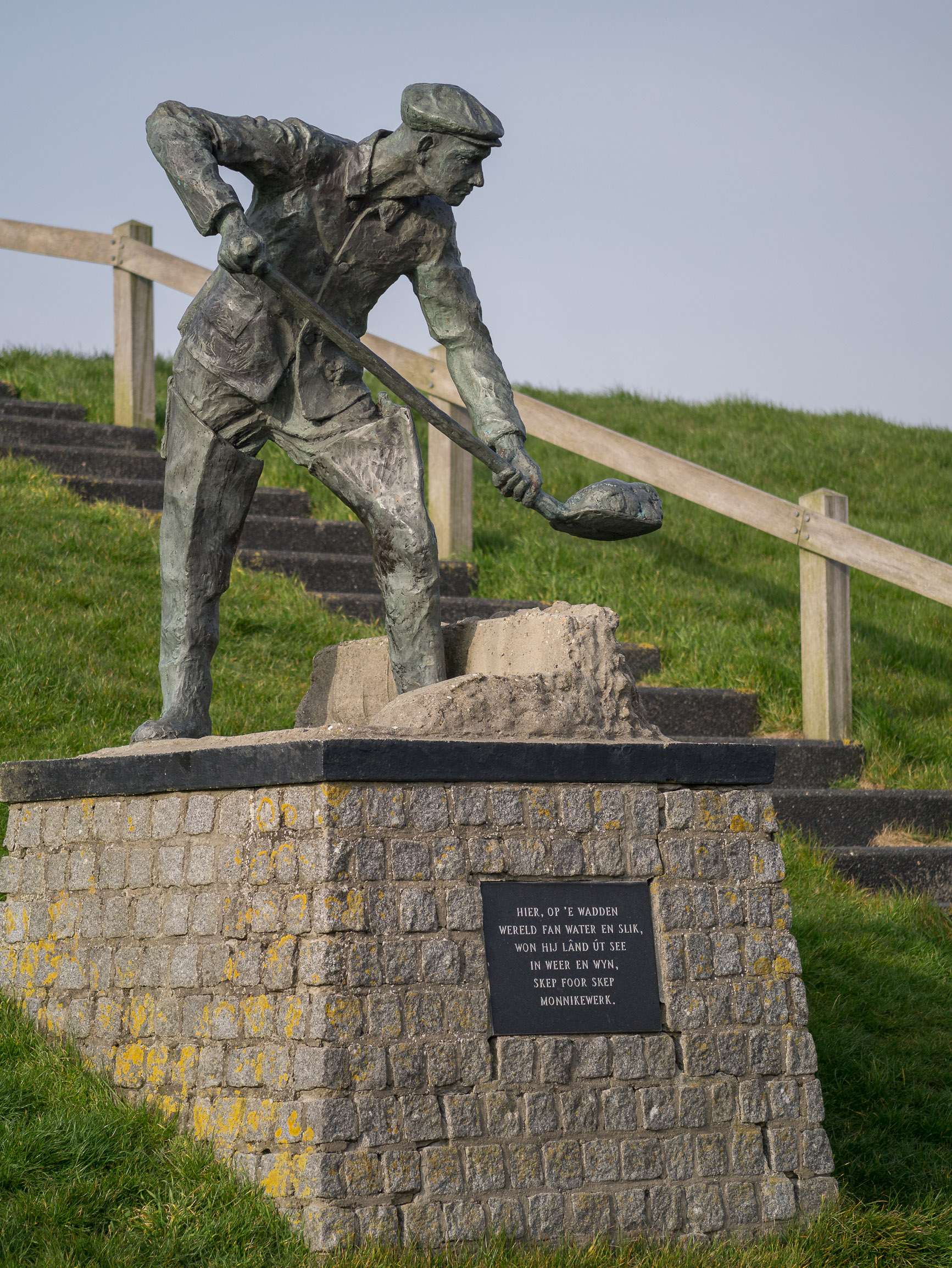
De Slikwerker
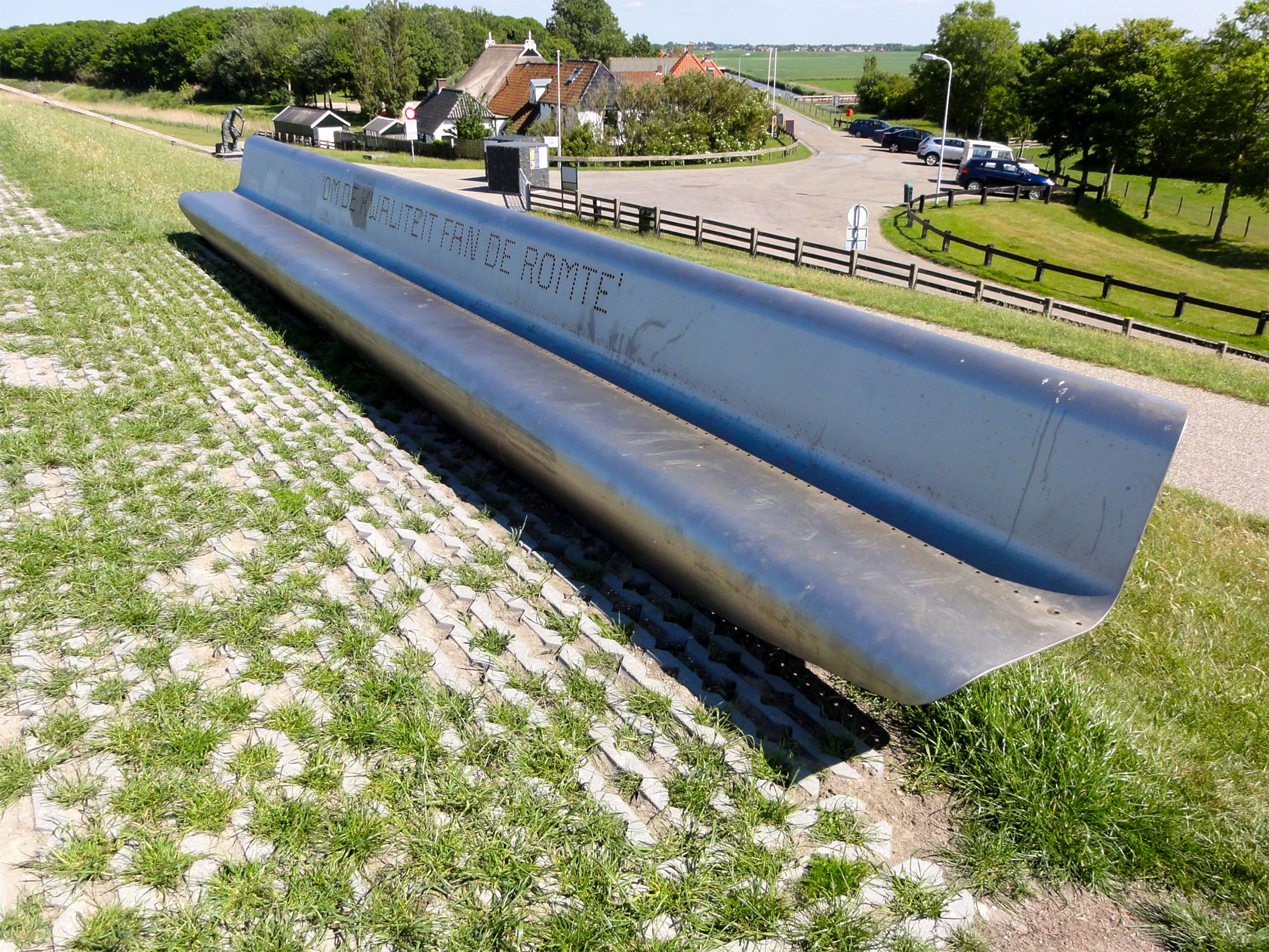
Anita Andriesen monument

## Geschiedenis
Vanaf de aanleg van de Nieuwe Bildtdijk rond 1600 is het mogelijk dat er vanaf deze hoek contact was met de Waddeneilanden, met name Ameland en Terschelling, al ontstond Zwarte Haan zelf feitelijk pas na de inpoldering van de Wester Bildtpollen in 1715. Van beurtschipperij in deze voorgaande eeuwen is tot dusver niets terug gevonden of overgeleverd.
Over de jaren en eeuwen daarna is weinig bekend. Op de kaarten van Wopke Eekhoff van Ameland en het Bildt (1852) staan nog duidelijke vermeldingen van een verbinding tussen de twee. Op de Bildt-kaart staat bij Zwarte Haan het volgende vermeld; "Zwarte Haan, Herberg, overvaart naar Ameland". Op de kaart van Ameland staat onder Hollum de vermelding dat er een verbinding met "Zwarte Haan onder Sint Jacobiparochie" is. Dat Eekhoff deze expliciete vermeldingen doet indiceert een redelijk belang voor de (lokale) handel en transport.
Zwarte Haan heeft de laatste haven/veerdam van/op Het Bildt gehad. In eerdere tijden werd er ook gevaren vanaf Oude Leije(vroeger gedeeltelijk Bildts), Oudebildtzijl en vervolgens het nieuwere Nieuwebildtzijl. In de bronnen zijn er indicaties dat er nabij het westelijker gelegen, en reeds afgebroken strandhuis het Hooghuis voor anker werd gegaan. Dit gebeurde oostelijk van het Bildt zeker. Ditzelfde geldt voor het net buiten het Bildt gelegen Dijkshoek welke in de 18e eeuw wordt genoemd met een herberg.  Door het dichtslibben van de vaargeulen en de aanleg van nieuwe dijken zijn al deze havens uiteindelijk buiten gebruik geraakt en verdwenen. Voor de haven van Zwarte Haan viel het doek in 1948. De lokale wadvisserij heeft nog iets langer standgehouden.
Van 1932 tot 1948 werd er door de Amelander schippers en Hollumer zwagers  Anne Olivier & Epke van der Geest  een veerdienst volgens vaste dienstregeling onderhouden tussen Zwarte Haan en Ballumerbocht te Ameland.
In 1932 kwam het monopolie van aanmeren op de (oude) pier van Holwerd in handen van Wagenborg, en werd het de zwagers hierdoor verboden om nog langer op Holwerd aan te meren. Dit heeft geleid tot protesten en een rechtszaak, welke verloren werd. Hierdoor weken de zwagers in dat jaar uit naar Zwarte Haan. Zij kregen toestemming van de Gemeente het Bildt om de dam op Zwarte Haan geschikt(er) te maken voor het aanmeren en een vaste dienstregeling in te voeren. Deze dienstregelingen werden op het Bildt meerdere keren per week vermeld in de Bildtse Courant. Van en naar Leeuwarden werd een aansluitende busdienst onderhouden door vervoerder "klaine" Germ Dijkstra middels zijn Bildtse Auto Bus Onderneming (B.A.B.O) en konden combi-tickets worden gekocht.
Na de aanleg van de Afsluitdijk in 1932 waren de stromingen in de Waddenzee geleidelijk gaan veranderen. Slib dat voor 1932 nog wijdverspreid de Zuiderzee in en uit stroomde, slibde nu in versneld tempo tegen de Friese Waddenkust aan. Hierdoor werden de vele strandlagen (zand) bedekt met meters lagen slib. Ondanks de verbetering van de dam  kwam het nog wel eens voor dat het aanmeren, door te geringe waterstand, bij Zwarte Haan niet altijd lukte en werd er voor anker gegaan nabij de dam.  
Door centralisering naar één vaste veerdienst voor Ameland, tussen Nes en Holwerd, lieten de Duitsers een nieuwe verlengde pier bij Holwerd aanleggen. De oude pier van Holwerd, oostelijker gelegen (en aangelegd in 1871/72) werd verlaten. Door deze centralisering liet de bezetter de dienstregeling tussen Ballumerbocht en de Zwarte Haan niet langer toe en in deze oorlogsjaren lagen de schepen, de Willi en de Friesland, in de haven van de Ballumerbocht.
Na de oorlog probeerden de zwagers de dienst nog wel voort te zetten maar tegen de zomer van 1948 waren de vaargeulen bij Zwarte Haan uiteindelijk zover dichtgeslibd dat de vaste dienst definitief moest worden gestaakt. 
In 2004 was er het plan door enkele Bildtse Sint-Annebuurster ondernemers om de veerdienst voor het voetganger-en fietstoerisme nieuw leven in te blazen. Tevens waren er plannen voor een haven voor pleziervaartuigen. Alhoewel het plan zich in vergevorderde fase bevond ketste de gemeente het Bildt het plan, om onbekende reden, uiteindelijk toch af. 

## Trivia
- Op 6 november 2020 maakte Arriva bekend, dat een van de nieuwe treinen van het vervoerbedrijf de naam "Zwarte Haan" kreeg. Dit op voorstel van Joop Mulder, lid van de naamgevingscommissie.[4]